# Landkreis Troppau

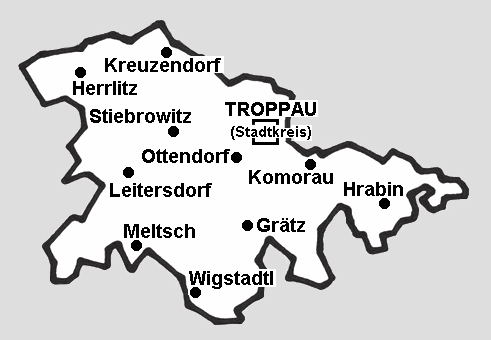
Landkreis Troppau 1945

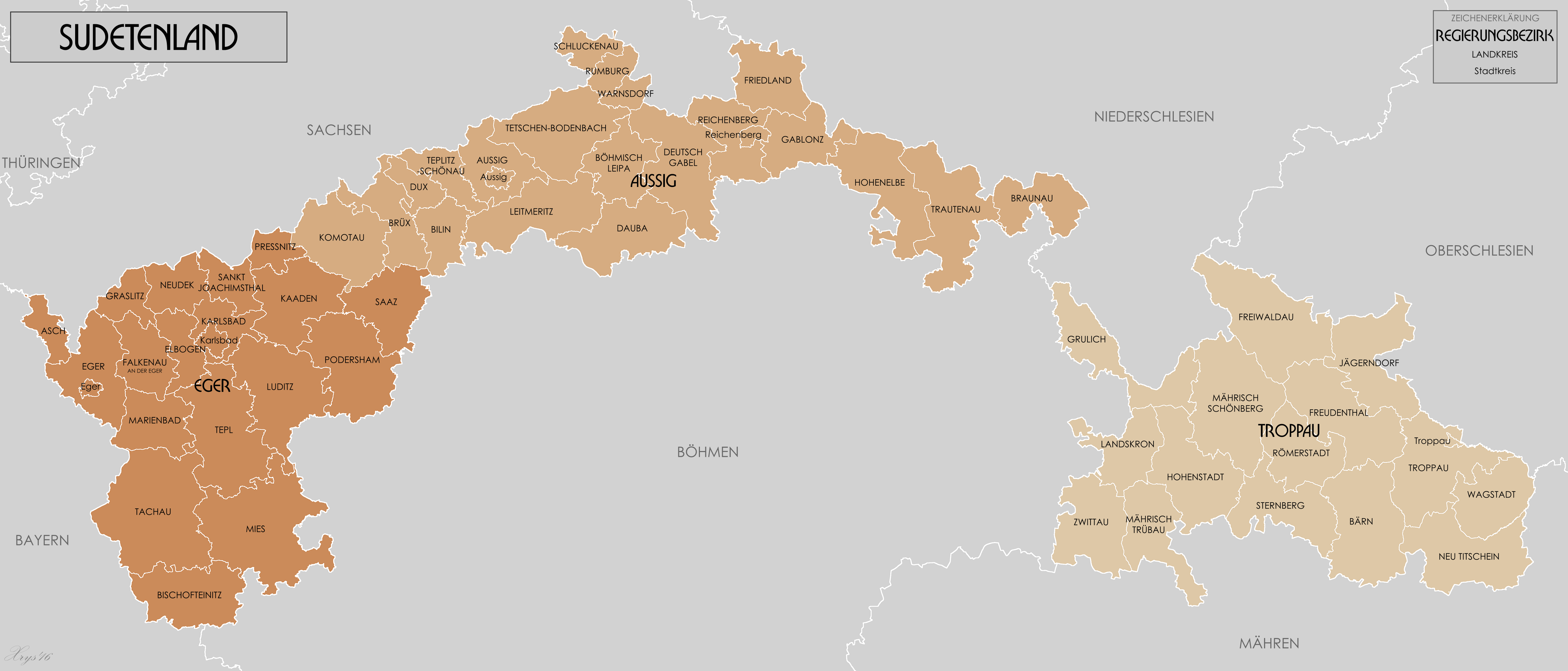
Verwaltungskarte des Reichsgaus Sudetenland

Der Landkreis Troppau war von 1938 bis 1945 eine Gebietskörperschaft im Großdeutschen Reich.

## Geographie
Das Troppauer Land (genannt auch Oppaland) wird flankiert von dem Odernebenfluss Oppa im Norden, Ostrauer Becken im Osten, Oderberge im Süden und dem Bergmassiv Niederes Gesenke im Westen. Von Süden nach Norden durchquert der Fluss Mohra das Gebiet. Das Gelände fällt von Südwesten zur Oppa hin allmählich ab, der höchste Berg Hurka mit 570 Metern befand sich im Südwestzipfel des Landkreises nahe dem Ort Morawitz. Die Landschaft wurde geprägt von Feuchtgebieten längst der Oppa und ausgedehnten Buchenwäldern im Südosten.

## Infrastruktur
Zum Landkreis Troppau gehörten eine Stadt (Wigstadtl) und 72 Gemeinden. Die Stadt Troppau, deren Namen der Kreis trug, war als Stadtkreis ausgegliedert, beherbergte aber die Kreisverwaltung. Am 17. Mai 1939 lebten im Landkreis 47.721 Einwohner, von denen 393 Evangelische, 46.676 Katholiken, 165 sonstige Christen, 11 Juden waren. Der Landkreis war von mehreren Eisenbahnlinien erschlossen. Die Strecke Schönbrunn – Troppau – Ziegenhals zweigte von der östlich am Kreisgebiet vorbeiführenden Nordbahn Wien – Krakau ab und führte durch den gesamten Kreis. Von ihr zweigten Nebenstrecken nach Grätz und ins benachbarte Bennisch ab. Über Troppau führte eine Strecke nach Preußisch-Schlesien. Das wirtschaftliche Leben war stark von der außerhalb des Landkreises gelegenen kreisfreien Stadt Troppau mit seinen zahlreichen Industriebetrieben geprägt. Im Landkreis selbst überwog die land- und Forstwirtschaft. Die Gerichtsstruktur sah ein Amtsgericht in Wigstadtl, das Landgericht in Troppau und das Oberlandesgericht in Leitmeritz vor.

## Geschichte
In der Nähe von Kreuzendorf befand sich während der letzten Eiszeit (Jung-Holozän etwa 6.–10. Jh.) eine Burganlage des slawischen Stammes der Golasitzen. Ende des 12. Jahrhunderts siedelte der Piastenherzog Heinrich I. Handwerker, Bauern, Bergleute und Kaufleute aus den deutschen Gebieten Franken, Thüringen und Nordsachsen an. Bis 1675 wurde das Troppauer Land von der piastischen Dynastie als Herzogtum beherrscht, kam jedoch 1327 unter böhmische Lehnshoheit. Nach der Übernahme Böhmens durch die Habsburger 1526 erfolgte die allmähliche Zuordnung zu Schlesien, die mit dem Aussterben der Piasten 1675 endgültig besiegelt wurde. Nach dem Ersten Schlesischen Krieg wurde das Herzogtum Troppau 1742 Teil von Österreichisch-Schlesien. Nach der Einführung der österreichischen Verfassung von 1849 wurde im nunmehrigen Kronland Österreichisch Schlesien der Politische Bezirk Troppau (tschechisch politický okres Opava) gebildet. Er kam 1918 zur unabhängig gewordenen Tschechoslowakei.

### Deutsches Reich
Im Ergebnis des Münchner Abkommens wurde am 20. November 1938 der deutsche Landkreis Troppau gebildet, wobei die Stadt Troppau als Stadtkreis ausgegliedert wurde. Der Landkreis wurde dem am 15. April 1939 gebildeten Reichsgau Sudetenland und dem Regierungsbezirk Troppau zugeordnet. Gleichzeitig wurden einige Grenzkorrekturen durchgeführt, in deren Folge die Gemeinden Gilschwitz, Jaktar und Katharein nach Troppau eingemeindet wurden, aus dem Landkreis Freudenthal kamen die Gemeinden Groß Herrlitz und Zattig zum Landkreis Troppau, während die Gemeinden des Gerichtsbezirkes Odrau dem Landkreis Neu Titschein zugeordnet wurden. 1943 wurden die Gemeinden Branka, Kailowitz und Podoli in die Gemeinde Grätz eingemeindet. Zum Landrat war Regierungsrat Gerhard Hanke (Hancke) ernannt worden.

### Tschechoslowakei/Tschechische Republik
Nach Beendigung des Zweiten Weltkrieges kam der Landkreis Troppau wieder zur Tschechoslowakei, die bis dahin überwiegende deutsche Bevölkerung wurde  vertrieben.

## Landräte
1939–1943: Gerhard Hanke (auch: Hancke)
1943–1945: Josef Czech

## Kommunalverfassung
Bereits am Tag vor der förmlichen Eingliederung in das Deutsche Reich, nämlich am 20. November 1938, wurden alle Gemeinden der Deutschen Gemeindeordnung vom 30. Januar 1935 unterstellt, welche die Durchsetzung des Führerprinzips auf Gemeindeebene vorsah. Es galten fortan die im bisherigen Reichsgebiet üblichen Bezeichnungen, nämlich statt:
- Ortsgemeinde: Gemeinde,
- Marktgemeinde: Markt,
- Stadtgemeinde: Stadt,
- Politischer Bezirk: Landkreis.

## Städte und Gemeinden
(Einwohnerzahl 1939)

### Stadt
- Wigstadtl (4490)

### Gemeinden
- Alt Lublitz (411)
- Alt Zechsdorf (432)
- Benkowitz (385)
- Bohutschowitz (467)
- Branka (820)
- Briesau (372)
- Budischowitz (441)
- Chwalkowitz (591)
- Damadrau (265)
- Dirschkowitz (133)
- Dittersdorf (742)
- Dorfteschen (602)
- Ellgoth (612)
- Freiheitsau (2312)
- Glomnitz (661)
- Grätz (580)
- Groß Glockersdorf (1150)
- Groß Herrlitz (991)
- Hirschdorf (145)
- Hrabin (796)
- Illeschowitz (306)
- Jäschkowitz (425)
- Jamnitz (309)
- Jantsch (220)
- Jarkowitz (208)
- Kailowitz (293)
- Kamenz (195)
- Klein Glockersdorf (219)
- Köhlersdorf (333)
- Komorau (1041)
- Kreuzberg (248)
- Kreuzendorf (797)
- Leitersdorf (762)
- Lippin (140)
- Lodenitz (557)
- Markersdorf (446)
- Meltsch (870)
- Milostowitz (363)
- Mladetzko (390)
- Mokrolasetz (999)
- Morawitz (524)
- Neplachowitz (735)
- Neuhof (226)
- Neu Lublitz (413)
- Neusedlitz (559)
- Neu Zechsdorf (404)
- Niklowitz (358)
- Nitschenau (195)
- Oehlhütten (236)
- Oppahof (246)
- Ottendorf (1178)
- Philippsdorf (157)
- Podoly (1646)
- Podwihof (479)
- Radun (800)
- Ratkau (965)
- Schlakau (1340)
- Schönstein (1087)
- Schwansdorf (487)
- Skrochowitz (469)
- Slatnik (344)
- Stablowitz (592)
- Stettin (1044)
- Stiebrowitz (879)
- Stremplowitz (138)
- Sucholasetz (1173)
- Tabor (194)
- Tiefengrund (749)
- Tschirm (494)
- Waldolbersdorf (288)
- Wawrowitz (907)
- Wlastowitz (229)
- Wrschowitz (624)
- Zattig (482)
- Zimrowitz (629)